# Liste des monarques de France
Cet article concerne la liste des monarques de France. Pour les titres, voir Roi de France, Roi des Français et Empereur des Français.

Arbre des monarques de France de 509 à 1870.

La liste des monarques de France réunit les rois et les empereurs qui ont régné sur la France, au travers des différentes constructions politiques, territoriales et dynastiques qui se succédèrent : Mérovingiens, Carolingiens, Capétiens (Capétiens directs, Valois, Bourbons, Orléans) et Bonaparte. Parmi les différents moments de cette monarchie française, on distingue l'époque des royaumes francs au haut Moyen Âge, la Francie occidentale issue du partage au IXe siècle de l'Empire carolingien, le royaume de France en tant que tel jusqu'à la Révolution française, puis le Premier Empire, la Restauration, la monarchie de Juillet et enfin le Second Empire. Le dernier monarque ayant régné en France est l'empereur Napoléon III, déchu officiellement le 1er mars 1871, après la défaite de Sedan. Jusqu'alors, la France avait toujours été un royaume ou un empire, hormis durant deux périodes : la Première République, du 22 septembre 1792 au 18 mai 1804, et la Deuxième République, du 24 février 1848 au 2 décembre 1852 (voir la liste des présidents de la République française).
La date de commencement de la France en tant que royaume et entité politique constituée est sujette à controverse. La date la plus reculée admise est celle de l'avènement de Clovis en 481, qui correspond globalement à l'émergence et la consolidation du Regnum Francorum. Sa conversion au christianisme lui a permis de réunir au royaume des Francs le royaume des Wisigoths, le royaume des Burgondes, le royaume de Soissons et les restes du pouvoir impérial exercés par les évêques dans les différentes cités gallo-romaines. Le territoire continue sur plusieurs siècles à s'appeler la Gaule, mais on possède depuis cette date des actes de la chancellerie de France qui attestent l'existence et la continuité d'un État franc, puis français.

## Historiographie

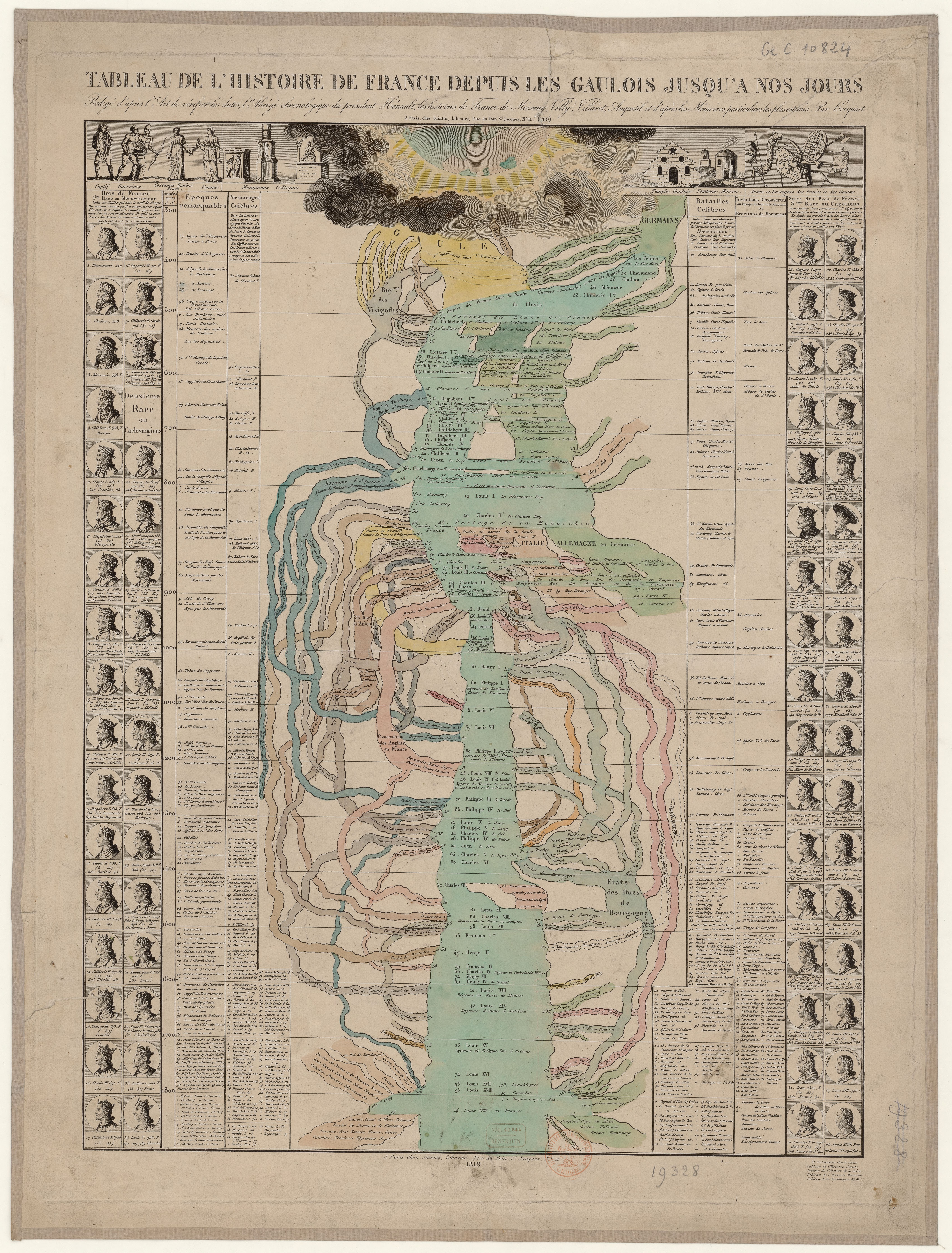
Tableau de l'histoire de France depuis les Gaulois jusqu'à 1819.

### Histoire des listes de souverains

#### Sous la royauté
Sous la royauté, diverses listes de souverains français ont existé et toutes n'étaient pas cohérentes ; ainsi la liste des rois représentés dans la Grand-Salle du Palais de la Cité ne coïncide pas avec celle du Registre de Guérin réalisé par le clerc Étienne de Gallardon sur ordre de l'évêque de Senlis,. Ces diverses listes avaient pour particularité d'intégrer les prédécesseurs païens de Clovis Ier, à commencer par Faramond, et de suivre la suite des rois de Neustrie en excluant ceux d'Austrasie. Les différences portaient sur la prise en compte ou non de Charles Martel, représenté comme roi à la basilique Saint-Denis ou sur le reliquaire de Saint Louis à la Sainte-Chapelle, de Charles de Basse-Lotharingie, intégré dans le Registre de Guérin, ou de roi associé mais n'ayant pas régné, comme Philippe, frère aîné de Louis VII représenté à la Grand-Salle,. Du haut Moyen Âge jusqu'à la Renaissance, la légende de l'origine troyenne des Francs et des Gaulois permit également aux Francs puis aux Français de faire de leurs souverains les héritiers des rois de Troie et des Gaules ; ainsi, Jean Lemaire de Belges raconta l'histoire des rois des Gaules ancêtres des rois de Troie et de France. Les listes produites par les serviteurs directs de la monarchie française s'en tenaient cependant aux seuls rois des Francs et de France. La liste de l'Almanach royal, paraissant sous l'Ancien Régime et la Restauration, ne donnait que les rois et les reines depuis Hugues Capet.

#### Par les historiens
Depuis, plusieurs listes ont été établies par les historiens et pour une chronologie précise, notamment des règnes du haut Moyen Âge, on peut consulter :
- Hervé Pinoteau, La symbolique royale française, Ve – XVIIIe siècles, P.S.R. éditions, 2004, p. 867-873 ;
- Christian Settipani et Patrick Van Kerrebrouck, La préhistoire des Capétiens, 481-987, 1re partie Mérovingiens, Carolingiens et Capétiens [« Nouvelle histoire généalogique de l'auguste maison de France », I, 1], 1993, p. 38-39 ;
- Erich Zöllner, Geschichte der Franken bis zur Mitte des sechsten Jahrhundert, Munich, 1970, p. 106-108 ;
- Margarete Weidmann, « Zur Chronologie der Merowinger im 7. und 8. Jahrhhundert », Francia, 1998, t. 25/1 Mittelalter-Moyen Âge, Sigmaringen, 1999, p. 177-230.

Le baron Hervé Pinoteau donne par exemple quatre-vingt-cinq souverains de Clovis Ier à Charles X en incluant les rois d’Austrasie, les empereurs Lothaire et Charles III le Gros, ainsi que les rois associés sous les premiers Capétiens directs.

### Titulature

#### Titres officiels
Le titre officiel des souverains français est le même depuis le tout premier roi franc jusqu'à la Révolution. En latin, on emploie le terme de rex Francorum, qui peut se traduire, selon les époques, soit par « roi des Francs », soit par « roi des Français », puis, à partir de Philippe Auguste, rex Franciæ « roi de Francie » ou « roi de France ». Aucune source en français ne permet de savoir comment les rois s'intitulaient en langue romane avant le XIe siècle. Dans la Chanson de Roland, la titulature hésite entre « roi de France », « roi des Français » et « roi des Francs ». Après 1789, le titre change en fonction des régimes, entre « roi de France » (Restauration), « roi des Français » (Première Restauration et Monarchie de Juillet) et « empereur des Français » (Premier et Second Empires). Ces titres ont pu être complétés de titres complémentaires correspondant aux souverainetés étrangères acquises par le monarque.
- On peut cependant noter une évolution dans l'emploi des titulatures, en particulier après le règne de Philippe Auguste :
  - sous les Mérovingiens, malgré les partages du royaume de Clovis Ier, les descendants de ce dernier régnant sur différentes portions du territoire franc (Austrasie et Neustrie) porteront simultanément le titre de roi des Francs, manifestant par là la conscience de l'unité et de l'identité particulière du royaume des Francs[9] ;
  - sous les Carolingiens, cet usage se poursuit avec deux modifications ; l'ajout par Charlemagne des titres correspondant à ses nouvelles souverainetés : « empereur gouvernant l’Empire romain, roi des Francs et des Lombards » ; puis l'abandon après 814 par les rois de toute référence à un peuple ou une nation jusqu'au rétablissement par Charles III le Gros du titre de roi des Francs[Note 3] ; il s'agissait pour Charles III, devenu le seul Carolingien et l'héritier des terres d'origine du royaume franc, de montrer qu'il était le continuateur légitime de la tradition franque[10],[Note 4] ; ce titre sera repris par ses successeurs Robertiens et Carolingiens jusqu'à Louis V.
  - c'est sous les premiers Capétiens que commencent à apparaître des textes en langue vernaculaire, dans lesquels le titre de roi de France devient rapidement dominant. En latin, le titre officiel demeure rex Francorum, mais sous le règne de Philippe Auguste apparaît, à partir de 1190, celui de rex Franciæ, roi de France[11] qui sera dès lors en concurrence avec le titre de rex Francorum jusqu'à la Révolution ; les littérateurs non officiels inventeront par ailleurs le titre de rex Galliæ pendant la Renaissance[10].
- Le titre officiel de roi de France, en usage jusque sous Louis XVI puis sous la Restauration, est éventuellement complété d'autres titres acquis par les souverains français[Note 5] ; ainsi :
  - 1285 – 1328 : roi de France et de Navarre, par le mariage de Philippe le Bel avec Jeanne Ire, reine de Navarre ;
  - 1494 – 1504 : roi de France, de Sicile et de Jérusalem sous Charles VIII et Louis XII ;
  - 1499 – 1525 : roi de France et duc de Milan sous Louis XII et François Ier ;
  - 1574 – 1589 : roi de France et de Pologne sous Henri III[Note 6],[12],[13] ;
  - 1589 – 1789 puis 1814 – 1830 : roi de France et de Navarre, titre donné au roi de Navarre Henri de Bourbon quand il devint roi de France sous le nom de Henri IV.
- Le titre officiel du souverain est roi des Français sous la Révolution française et la monarchie de Juillet :
  - 1789 – 1792 : Louis XVI est titré roi des Français le 10 octobre 1789, après les événements liés à la Révolution. Le titre sera officialisé sur le sceau royal en 1790 et dans la Constitution de 1791.
  - 1830 – 1848 : le duc Louis-Philippe d'Orléans, lieutenant général du royaume, est proclamé Louis-Philippe Ier, roi des Français le 9 août 1830.
- Le titre officiel du souverain est empereur des Français sous les deux empires français :
  - 1804 – 1814 et 1815 : Napoléon Bonaparte, Premier consul, est proclamé Napoléon Ier, empereur des Français le 18 mai 1804 ; il complétera ce titre par ceux de roi d'Italie, protecteur de la confédération du Rhin, médiateur de la Confédération suisse ;
  - 1852 – 1870 : le prince Louis-Napoléon Bonaparte, président de la République, devient Napoléon III, empereur des Français le 2 décembre 1852. C'est le dernier monarque à avoir régné sur la France.

#### Titres officieux
Au-delà du titre officiel, les rois de France bénéficiaient de deux qualifications accordées par les papes :
- « Fils aîné de l'Église »[14],[15], parce que les rois de France étaient les successeurs directs de Clovis Ier, premier roi d'Occident baptisé et converti au christianisme nicéen[16],[17],[18]. Le titre de « fils aîné de l'Église » n'était pas officiel mais il s'imposa progressivement comme désignant sans équivoque le roi de France. Pour être tout à fait exact, on aurait dû préciser « Fils aîné de l'Église d'Occident » ;
- « Roi Très chrétien »[19],[20],[21],[22], ce titre désigne à partir de Charles V le seul roi de France. Le titre de « Très chrétien » n'était pas officiel mais en revanche le prédicat « Sa Majesté Très Chrétienne » était officiellement utilisé dans les traités.

### Numérotation

#### Règles de numérotation
Dès la fin du Moyen Âge, on commença à numéroter les rois depuis les Mérovingiens, à partir des ancêtres mythiques de la « Première race de France ». Cette numérotation débute avec le mythique Faramond, premier roi franc païen, et omet plusieurs rois, car elle ne retient que le seul souverain de Paris ou de la Neustrie durant les périodes de partages successoraux du royaume des Francs. Ainsi, dans la grand-salle du palais de la Cité, la numérotation des rois Thierry et Dagobert ne tenait pas compte des rois des Francs d'Austrasie. Sous l'Ancien Régime, les rois de France tiennent les seuls rois de Neustrie pour leurs prédécesseurs et Charles VII est donné comme étant le « 57e roi de France », suivant la numérotation émise par Jean du Tillet. On trouve ainsi les mentions de « Louis XIV, 68e roi de France » du vivant du roi, et Louis XVI était connu comme le « 70e roi de France ».
Compte tenu du fait que les rois d'Austrasie se considéraient et se titraient « rois des Francs », ils sont désormais donnés et numérotés dans les listes de souverains francs et français. Ainsi, Hervé Pinoteau donne Louis XVI 82e ou 83e roi de France,. Après le partage de 843, les rois des Francs de l'Ouest, à partir de 911 et le règne de Charles III le Simple, sont les seuls à se titrer « rois des Francs ». Ils sont comptés dans la liste des rois français, les autres royaumes issus du partage ayant perdu conscience de leur lien avec le royaume des Francs originel, essentiellement basé en Gaule.
À noter:
- la liste des rois de France comprend deux Charles III : Charles III le Gros, fils de Louis le Germanique, qui a réuni pour un temps sous sa couronne l'empire de Charlemagne avant d'être déposé par les grands du royaume, est compté « en doublon » avec Charles III le Simple[28]. Charles le Gros aurait été considéré comme un « régent » au temps de la minorité de Charles le Simple, ou bien il aurait été oublié de la numérotation à l'époque de Charles V le Sage, premier roi numéroté de son vivant[29]. Entre ces deux Carolingiens, la couronne a pourtant été portée près de dix ans par Eudes, le premier roi des Francs robertien.
- Henri VI d'Angleterre n'est pas comptabilisé, bien qu'il eût été couronné roi de France à Notre-Dame de Paris en vertu du traité de Troyes, car Charles VII, qui lui contestait la couronne dans le cadre de la guerre de Cent Ans, finit par l'emporter grâce à Jeanne d'Arc d'une part et à la guerre des Deux-Roses (guerre de succession d'Angleterre) d'autre part.

#### Origine de la numérotation
La numérotation des grands personnages homonymes ne débute qu’au XIIIe siècle. En France, celle des rois apparaît sous le règne de Louis IX, roi de 1226 à 1270. À la suite notamment de l’Histoire et culture historique dans l’Occident médiéval de Bernard Guenée,,, les historiens s’accordent pour considérer le dominicain et encyclopédiste Vincent de Beauvais comme le premier chroniqueur connu à numéroter les rois de France, ; Primat de Saint-Denis la systématise,,.
Il est admis que Charles V, roi de France de 1364 à 1380, est le premier à se donner un numéro d’ordre,. Louis XI, roi de France de 1461 à 1483, est le premier des « Louis » à prendre un numéro d’ordre ; son successeur, Charles VIII, roi de France de 1483 à 1498, le premier à graver son numéro d’ordre sur la matrice de son sceau ; et son successeur, Louis XII, roi de France de 1498 à 1515, le premier à graver son nom associé à son numéro d’ordre sur les monnaies royales. Le numéro d’ordre de François Ier, roi de France de 1515 à 1547, ne lui a été attribué qu’après sa mort, par rétronymie, afin d'éviter la confusion avec son petit-fils, François II, roi de France de 1559 à 1560.

## Liste des monarques de France

### Mérovingiens (481-751)
La plupart des Mérovingiens ne règnent que sur une partie du royaume des Francs, au gré des partages. Néanmoins, ils portent tous le titre de « roi des Francs » (rex Francorum), et non celui de « roi de Reims » ou de « roi d'Austrasie », ce qui témoigne d'une conscience de l'unité du regnum Francorum,.
| Vue d'artiste           | Nom                                                 | Début du règne | Fin du règne | Notes |
| ----------------------- | --------------------------------------------------- | -------------- | ------------ | --- |
|                         | Clovis Ier (vers 466 – 27 novembre 511)             | 481            | 511          | Fils de Childéric Ier, il conquiert la majeure partie de la Gaule et se convertit au christianisme. Son royaume est partagé entre ses quatre fils à sa mort. |
| Clodomir                | Clodomir (vers 495 – 25 juin 524)                   | 511            | 524          | Aîné des fils survivants de Clovis Ier et Clotilde, il hérite du royaume d'Orléans. Tué à la bataille de Vézeronce. Ses deux premiers fils sont exécutés sur l'ordre de ses frères Childebert Ier et Clotaire Ier, mais le troisième, Clodoald, en réchappe et entre dans les ordres. |
|                         | Thierry Ier (vers 485/490 – 534)                    | 511            | 534          | Également appelé « Théodoric Ier ». Fils aîné de Clovis Ier (mais pas de Clotilde), il hérite du royaume de Reims. |
| Childebert Ier          | Childebert Ier (vers 497 – 23 décembre 558)         | 511            | 558          | Cadet des fils survivants de Clovis Ier et Clotilde, il hérite du royaume de Paris. Il meurt sans fils en 558 et son royaume revient à son frère Clotaire Ier. |
|                         | Clotaire Ier « le Vieux » (vers 498 – 561)          | 511            | 561          | Benjamin des fils survivants de Clovis Ier et Clotilde, il hérite du royaume de Soissons. Il réunifie le royaume franc à la mort de son frère Childebert Ier en 558. Son royaume est partagé entre ses quatre fils à sa mort.                                                         |
| Thibert Ier             | Thibert Ier (vers 504 – 548)                        | 534            | 548          | Également appelé « Théodebert Ier ». Fils et successeur de Thierry Ier à Reims. |
|                         | Thibaut (vers 535 – 555)                            | 548            | 555          | Également appelé « Théodebald ». Fils et successeur de Thibert Ier à Reims. Il meurt sans descendance et son royaume revient à son grand-oncle Clotaire Ier. |
| Caribert                | Caribert Ier (vers 521 – 567)                       | 561            | 567          | Aîné des fils survivants de Clotaire Ier, il hérite du royaume de Paris. Mort sans descendance mâle. Son royaume est partagé entre ses frères à sa mort. |
| Sigebert Ier            | Sigebert Ier (vers 535 – 575)                       | 561            | 575          | Également appelé « Sigisbert Ier ». Benjamin des fils survivants de Clotaire Ier, il hérite du royaume de Reims. Il est assassiné à l'instigation de Frédégonde, la femme de son frère Chilpéric Ier. Son fils Childebert II lui succède.                                             |
|                         | Chilpéric Ier (vers 525 – septembre 584)            | 561            | 584          | Deuxième des fils survivants de Clotaire Ier, il hérite du royaume de Soissons. Mort assassiné. Son fils Clotaire II lui succède. |
| Gontran                 | Gontran (vers 533 – 28 mars 592)                    | 561            | 592          | Troisième des fils survivants de Clotaire Ier, il hérite du royaume d'Orléans. Mort sans descendance mâle, il lègue son royaume à son neveu Childebert II. Reconnu comme saint. |
| Childebert II           | Childebert II (6 avril 570 – mars 596)              | 575            | 596          | Fils de Sigebert Ier et Brunehaut. Roi d'Austrasie, puis également de Bourgogne et de Paris à partir de 592. Son royaume est partagé entre ses fils Thibert II et Thierry II. |
| Clotaire II             | Clotaire II « le Jeune » (mai 584 – 18 octobre 629) | 584            | 629          | Fils de Chilpéric Ier et de Frédégonde. Roi de Neustrie, il réunifie le royaume franc en 613. Son royaume est partagé entre ses deux fils à sa mort. |
| Thibert II              | Thibert II (585 – 612)                              | 596            | 612          | Également appelé « Théodebert II ». Fils de Childebert II. Roi d'Austrasie. Trahi par son frère Thierry II, il est vaincu à Tolbiac en 612, puis assassiné. Son royaume revient à son frère.                                                                                          |
|                         | Thierry II (587 – 613)                              | 596            | 613          | Également appelé « Théodoric II ». Fils de Childebert II. Roi de Bourgogne, puis également d'Austrasie à partir de 612. Son fils Sigebert II lui succède. |
| Sigebert III            | Sigebert II (vers 601 – 10 octobre 613)             | 613            | 613          | Également appelé « Sigisbert II ». Fils de Thierry II. Roi d'Austrasie et de Bourgogne. Il est exécuté par le roi de Neustrie Clotaire II, qui s'empare ainsi de son royaume. |
| Dagobert Ier            | Dagobert Ier (vers 602/605 – 19 janvier 639)        | 623            | 639          | Fils aîné de Clotaire II. Roi associé d'Austrasie jusqu'à la mort de son père, puis roi des Francs excepté l'Aquitaine, et enfin seul roi des Francs à la mort de son frère cadet Caribert II en 632. Son royaume est partagé entre ses deux fils à sa mort.                          |
| Caribert II             | Caribert II (vers 606/610 – 8 avril 632)            | 629            | 632          | Fils cadet de Clotaire II. Roi d'Aquitaine. Son royaume revient à son frère Dagobert Ier à sa mort. |
| Sigebert III            | Sigebert III (631 – 1er février 656)                | 639            | 656          | Fils de Dagobert Ier. Roi d'Austrasie. |
| Clovis II               | Clovis II « le Fainéant » (633 – 31 octobre 657)    | 639            | 657          | Fils de Dagobert Ier. Roi de Neustrie et de Bourgogne. |
| Childebert III          | Childebert III « l'Adopté » (vers 650 - 662)        | 656            | 662          | Fils hypothétique de Sigebert III. Roi d'Austrasie. |
| Clotaire III            | Clotaire III (vers 652 – 673)                       | 657            | 673          | Fils de Clovis II. Roi de Neustrie et de Bourgogne. |
| Childéric II            | Childéric II (vers 655 – 675)                       | 662            | 675          | Fils de Clovis II. Roi d'Austrasie, puis de tout le royaume franc à partir de 673. |
| Thierry Ier             | Thierry III (vers 657 – 691)                        | 675            | 691          | Fils de Clovis II. Roi de Neustrie en 673, puis de 675 à 679, et du royaume franc tout entier à partir de 679. |
|                         | Clovis III (vers 670 – 676)                         | 675            | 676          | Fils prétendu de Clotaire III, placé sur le trône d'Austrasie par le maire du palais Ébroïn. |
| Thibaut                 | Dagobert II (vers 652 – 23 décembre 679)            | 676            | 679          | Fils de Sigebert III. Roi d'Austrasie. Canonisé le 10 septembre 872. |
| Clovis III              | Clovis IV (vers 677 – 694)                          | 691            | 694          | Fils ainé de Thierry III. |
| Childebert IV           | Childebert IV (vers 683 – 711)                      | 694            | 711          | Fils de Thierry III. |
| Dagobert III            | Dagobert III (vers 699 – 715)                       | 711            | 715          | Fils de Childebert IV. |
| Chilpéric II            | Chilpéric II (vers 671 – 721)                       | 715            | 721          | Fils probable de Childéric II. Élu roi de Neustrie en 715, sous l'égide du maire du palais Rainfroi. Il devient roi de tous les Francs après la mort de son concurrent Clotaire IV, en 719.                                                                                           |
|                         | Clotaire IV (vers 685 – 719)                        | 717            | 719          | Fils probable de Thierry III, placé sur le trône d'Austrasie par le maire du palais Charles Martel, en lutte contre les Neustriens Chilpéric II et Rainfroi. |
| Thierry IV              | Thierry IV (vers 713 - 737)                         | 721            | 737          | Fils de Dagobert III. Il est placé sur le trône par Charles Martel après la mort de Chilpéric II. |
| Interrègne (737 – 743). |                                                     |                |              | |
| Childéric III           | Childéric III « le Fainéant » (vers 714 – vers 755) | 743            | 751          | D'ascendance incertaine. Placé sur le trône par le maire du palais Pépin le Bref, il est déposé par ce même Pépin en novembre 751 et finit cloîtré dans un monastère. |

### Carolingiens (751-987)
N.B. : en bleu, les rois ne faisant pas partie de la lignée des Carolingiens. Ces derniers, issus des Robertiens (famille de la noblesse franque), furent élus en attendant qu'un Carolingien en capacité puisse reprendre le trône.
| Vue d'artiste         | Nom                                                                   | Début du règne   | Fin du règne     | Notes |
| --------------------- | --------------------------------------------------------------------- | ---------------- | ---------------- | --- |
| Pépin le Bref         | Pépin « le Bref » (vers 715 – 24 septembre 768)                       | novembre 751     | 24 septembre 768 | Devient maire du palais de Neustrie à la mort de son père Charles Martel, en 741, puis d'Austrasie après le retrait de son frère Carloman. Il dépose Childéric III et est élu roi des Francs en novembre 751. Sacré en novembre 751 à Soissons par les évêques, puis à nouveau en 754 par le pape Étienne II à Saint-Denis. |
|                       | Carloman Ier (vers 751 – 4 décembre 771)                              | 24 septembre 768 | 4 décembre 771   | Fils cadet de Pépin le Bref et de Bertrade de Laon. Sacré avec son père et son frère aîné Charles en 754. Le royaume franc est partagé entre les deux frères à la mort de Pépin, Carloman obtenant l'Austrasie, l'Alémanie, la Thuringe, et les pays tributaires. Sa mort prématurée permet à Charles de réunifier le royaume. |
| Charlemagne           | Charlemagne (Charles Ier « le Grand ») (2 avril 748 – 28 janvier 814) | 24 septembre 768 | 28 janvier 814   | Fils aîné de Pépin le Bref et de Bertrade de Laon. Sacré avec son père et son frère cadet Carloman en 754. Il obtient la Neustrie, la Bourgogne et l'Aquitaine à la mort de son père, puis le reste du royaume franc à la mort de son frère. Il est sacré empereur d'Occident par le pape Léon III le 25 décembre 800 à Rome. Il meurt d'une pneumonie le 28 janvier 814.                                                                                             |
| Louis Ier             | Louis Ier « le Pieux » ou « le Débonnaire » (778 – 20 juin 840)       | 28 janvier 814   | 20 juin 840      | Fils de Charlemagne et d'Hildegarde de Vintzgau. Couronné empereur d'Occident associé par son père le 11 septembre 813, sacré par le pape Étienne IV à Reims le 5 octobre 816. Déposé le 7 octobre 833 par son fils Lothaire, restauré le 15 février 835. |
| Charles II            | Charles II « le Chauve » (13 juin 823 – 6 octobre 877)                | août 843         | 6 octobre 877    | Benjamin des fils de Louis le Pieux, le seul par sa deuxième femme Judith de Bavière. En 843, il reçoit la Francie occidentale par le traité de Verdun qui divise l'Empire franc. Sacré à Orléans le 8 juin 848. Après la mort de son neveu Louis II le Jeune, il est sacré empereur d'Occident par le pape Jean VIII à Rome le 25 décembre 875. |
| Louis II              | Louis II « le Bègue » (1er novembre 846 – 11 avril 879)               | 6 octobre 877    | 11 avril 879     | Fils aîné de Charles II et d'Ermentrude d'Orléans. Sacré à Compiègne le 8 décembre 877. |
| Louis III et Carloman | Louis III (vers 864 – 5 août 882)                                     | 11 avril 879     | 5 août 882       | Fils de Louis II et d'Ansgarde de Bourgogne, ils sont élus pour succéder conjointement à leur père. Sacrés à Ferrières en septembre 879. Louis III meurt sans descendance, et Carloman II devient seul roi jusqu'à sa propre mort, également sans descendance. |
| Louis III et Carloman | Carloman II (vers 867 – 6 décembre 884)                               | 11 avril 879     | 6 décembre 884   | Fils de Louis II et d'Ansgarde de Bourgogne, ils sont élus pour succéder conjointement à leur père. Sacrés à Ferrières en septembre 879. Louis III meurt sans descendance, et Carloman II devient seul roi jusqu'à sa propre mort, également sans descendance. |
| Charles III le Gros   | Charles « le Gros » (839 – 13 janvier 888)                            | juin 885         | novembre 887     | Troisième fils de Louis le Germanique, lui-même fils cadet de Louis le Pieux. Il est élu par les grands du royaume à la place du jeune Charles le Simple, dernier fils de Louis II. Incapable de faire face aux Normands, il est déposé en novembre 887. |
|                       | Eudes (852 – 3 janvier 898)                                           | 29 février 888   | 3 janvier 898    | De la dynastie des Robertiens, il est titré comte de Paris au moment de son élection, en 888, à la mort de Charles le Gros. Sacré à Compiègne le 29 février 888, puis à Reims plus tard la même l'année. |
| Charles III le Simple | Charles III « le Simple » (17 septembre 879 – 7 octobre 929)          | 3 janvier 898    | 29 juin 922      | Troisième fils de Louis II, le seul par sa deuxième femme Adélaïde de Frioul. Il est écarté de la succession de son frère Carloman II en 884 en raison de son jeune âge. Sacré à Reims le 28 janvier 893 (alors qu'Eudes règne encore), il ne devient réellement roi qu'à la mort de celui-ci en 898. Les grands du royaume le déposent en 922 et élisent le duc Robert pour le remplacer. Il est capturé après la bataille de Soissons en 923 et meurt en captivité. |
| Robert Ier            | Robert Ier (vers 860 – 15 juin 923)                                   | 29 juin 922      | 15 juin 923      | De la dynastie des Robertiens, frère d'Eudes. Sacré à Reims le 30 juin 922. Tué à la bataille de Soissons l'année suivante. |
| Raoul                 | Raoul (vers 890 – 15 janvier 936)                                     | 15 juin 923      | 15 janvier 936   | De la dynastie des Bivinides, époux d'Emma, fille de Robert Ier. Il est élu roi à la mort de celui-ci par les grands du royaume, qui refusent de rendre la couronne à Charles III le Simple. Sacré à Soissons le 13 juillet 923. Mort de pédiculose corporelle sans laisser d'enfant mâle. |
| Louis IV              | Louis IV « d'Outremer » (vers 920 – 10 septembre 954)                 | 19 juin 936      | 10 septembre 954 | Seul fils de Charles III le Simple et d'Edwige de Wessex, il ne devient roi qu'à la mort de Raoul. Sacré à Laon le 19 juin 936. Mort des suites d'une chute de cheval. |
| Lothaire              | Lothaire (941 – 2 mars 986)                                           | 10 septembre 954 | 2 mars 986       | Fils de Louis IV et de Gerberge de Saxe, il succède à son père sous la régence de son oncle Brunon de Cologne jusqu'en 961. Sacré à Reims le 12 novembre 954. |
| Louis V               | Louis V « le Fainéant » (vers 967 – 21 mai 987)                       | 2 mars 986       | 21 mai 987       | Fils de Lothaire et d'Emma d'Italie. Sacré à Compiègne le 8 juin 979 comme roi associé. Mort sans descendance des suites d'une chute de cheval. |

### Capétiens

#### Capétiens directs (987-1328)
N.B. : en rouge, les rois associés à leur père mais n'ayant pas régné. En effet, jusqu'à Philippe II, les héritiers du trône étaient sacrés du vivant de leur père afin de garantir le maintien de la dynastie et d'éviter d'éventuels conflits de succession.
| Vue d'artiste      | Nom                                                                           | Début du règne    | Fin du règne      | Notes | Notes |
| ------------------ | ----------------------------------------------------------------------------- | ----------------- | ----------------- | --- | --- |
| Hugues Capet       | Hugues « Capet » (vers 940 – 24 octobre 996)                                  | 3 juin 987        | 24 octobre 996    | Fils d'Hugues le Grand et petit-fils de Robert Ier. Duc des Francs depuis 960, il est élu roi des Francs après la mort de Louis V au détriment du Carolingien Charles de Basse-Lotharingie. Sacré en 987, peut-être le 3 juillet à Noyon.             | Fils d'Hugues le Grand et petit-fils de Robert Ier. Duc des Francs depuis 960, il est élu roi des Francs après la mort de Louis V au détriment du Carolingien Charles de Basse-Lotharingie. Sacré en 987, peut-être le 3 juillet à Noyon. |
| Robert II le Pieux | Robert II « le Pieux » (27 mars 972 – 20 juillet 1031)                        | 24 octobre 996    | 20 juillet 1031   | Fils d'Hugues Capet et d'Adélaïde d'Aquitaine. Sacré à Orléans le 25 décembre 987 comme roi associé. Son fils aîné, Hugues, est roi associé de 1017 à sa mort en 1025.                                                                                | Fils d'Hugues Capet et d'Adélaïde d'Aquitaine. Sacré à Orléans le 25 décembre 987 comme roi associé. Son fils aîné, Hugues, est roi associé de 1017 à sa mort en 1025.                                                                    |
|                    | Hugues (1007 – 17 septembre 1025)                                             | 19 juin 1017      | 17 septembre 1025 | Premier fils de Robert II le Pieux et de Constance d'Arles. Sacré à Compiègne, il règne conjointement avec son père, mais meurt avant lui. | Premier fils de Robert II le Pieux et de Constance d'Arles. Sacré à Compiègne, il règne conjointement avec son père, mais meurt avant lui.                                                                                                |
| Henri Ier          | Henri Ier (4 mai 1008 – 4 août 1060)                                          | 20 juillet 1031   | 4 août 1060       | Deuxième fils de Robert II et de Constance d'Arles. Sacré à Reims le 14 mai 1027 comme roi associé. | Deuxième fils de Robert II et de Constance d'Arles. Sacré à Reims le 14 mai 1027 comme roi associé. |
| Philippe Ier       | Philippe Ier (23 mai 1052 – 29 juillet 1108)                                  | 4 août 1060       | 29 juillet 1108   | Fils aîné d'Henri Ier et d'Anne de Kiev. Sacré à Reims le 23 mai 1059 comme roi associé. Il succède à son père sous la régence de son oncle Baudouin V de Flandre jusqu'à sa majorité, en 1066.                                                       | Fils aîné d'Henri Ier et d'Anne de Kiev. Sacré à Reims le 23 mai 1059 comme roi associé. Il succède à son père sous la régence de son oncle Baudouin V de Flandre jusqu'à sa majorité, en 1066.                                           |
| Louis VI           | Louis VI « le Gros » ou « le Batailleur » (1er décembre 1081 – 1er août 1137) | 29 juillet 1108   | 1er août 1137     | Fils aîné de Philippe Ier et de Berthe de Hollande. Sacré à Orléans le 3 août 1108. | Fils aîné de Philippe Ier et de Berthe de Hollande. Sacré à Orléans le 3 août 1108. |
| Philippe           | Philippe (29 août 1116 - 13 octobre 1131)                                     | 14 avril 1129     | 13 octobre 1131   | Premier fils de Louis VI et d'Adélaïde de Savoie. Sacré à Reims en 1129, il règne conjointement avec son père avant de mourir prématurément en 1131.                                                                                                  | Premier fils de Louis VI et d'Adélaïde de Savoie. Sacré à Reims en 1129, il règne conjointement avec son père avant de mourir prématurément en 1131.                                                                                      |
| Louis VII          | Louis VII « le Jeune » ou « le Pieux » (1120 – 18 septembre 1180)             | 1er août 1137     | 18 septembre 1180 | Deuxième fils de Louis VI et d'Adélaïde de Savoie. Sacré à Reims le 25 octobre 1131 comme roi associé. | Deuxième fils de Louis VI et d'Adélaïde de Savoie. Sacré à Reims le 25 octobre 1131 comme roi associé. |
| Philippe II        | Philippe II « Auguste » (21 août 1165 – 14 juillet 1223)                      | 18 septembre 1180 | 14 juillet 1223   | Seul fils de Louis VII et d'Adèle de Champagne. Sacré à Reims le 1er novembre 1179 comme roi associé. Premier roi à utiliser le titre de « roi de France ».                                                                                           | |
| Louis VIII         | Louis VIII « le Lion » (5 septembre 1187 – 8 novembre 1226)                   | 14 juillet 1223   | 8 novembre 1226   | Fils aîné de Philippe II et d'Isabelle de Hainaut. Sacré à Reims le 6 août 1223. | |
| Louis IX           | Louis IX « le Prudhomme » ou « Saint Louis » (25 avril 1214 – 25 août 1270)   | 8 novembre 1226   | 25 août 1270      | Quatrième fils de Louis VIII et de Blanche de Castille, il succède à son père sous la régence de sa mère jusqu'à sa majorité, en 1235. Sacré à Reims le 29 novembre 1226. Mort du scorbut devant Tunis durant la huitième croisade. Canonisé en 1297. | |
| Philippe III       | Philippe III « le Hardi » (30 avril 1245 – 5 octobre 1285)                    | 25 août 1270      | 5 octobre 1285    | Deuxième fils de Louis IX et de Marguerite de Provence. Sacré à Reims le 30 août 1271. | |
| Philippe IV        | Philippe IV « le Bel » (1268 – 29 novembre 1314)                              | 5 octobre 1285    | 29 novembre 1314  | Deuxième fils de Philippe III et d'Isabelle d'Aragon. Sacré à Reims le 6 janvier 1286. Également roi de Navarre (Philippe Ier) par son mariage avec Jeanne de Navarre.                                                                                | |
| Louis X            | Louis X « le Hutin » (4 octobre 1289 – 5 juin 1316)                           | 29 novembre 1314  | 5 juin 1316       | Fils aîné de Philippe IV et de Jeanne de Navarre. Sacré à Reims le 24 août 1315. Également roi de Navarre (Louis Ier). Mort en laissant un enfant à naître ; son frère cadet Philippe assure la régence.                                              | |
| Jean Ier           | Jean Ier « le Posthume » (14 novembre 1316 – 19 novembre 1316)                | 14 novembre 1316  | 19 novembre 1316  | Fils de Louis X et de Clémence de Hongrie, il meurt après quelques jours de vie et de règne. Également roi de Navarre. Il est le seul roi de France à avoir régné de sa naissance à sa mort.                                                          | |
| Philippe V         | Philippe V « le Long » (1293 – 3 janvier 1322)                                | 19 novembre 1316  | 3 janvier 1322    | Deuxième fils de Philippe IV et de Jeanne de Navarre. Les états généraux de 1317 évincent de la succession sa nièce Jeanne, la fille de Louis X. Sacré à Reims le 9 janvier 1317. Également roi de Navarre (Philippe II). Mort sans descendance mâle. | |
| Charles IV         | Charles IV « le Bel » (18 juin 1294 – 1er février 1328)                       | 3 janvier 1322    | 1er février 1328  | Troisième fils de Philippe IV et de Jeanne de Navarre. Sacré à Reims le 21 février 1322. Également roi de Navarre (Charles Ier). Mort sans descendance mâle.                                                                                          | |

#### Valois (1328-1589)
| Portrait     | Nom                                                                                     | Début du règne    | Fin du règne      | Notes | Armoiries                        |
| ------------ | --------------------------------------------------------------------------------------- | ----------------- | ----------------- | --- | -------------------------------- |
| Philippe VI  | Philippe VI (1293 – 22 août 1350)                                                       | 1er avril 1328    | 22 août 1350      | Neveu de Philippe IV, il devient roi de France à la naissance de la fille posthume de Charles IV, Blanche. La Navarre est laissée à Jeanne de Navarre, la fille de Louis X, en échange de sa renonciation au trône de France. Sacré à Reims le 29 mai 1328.                                                                                             |                                  |
| Jean II      | Jean II « le Bon » (26 avril 1319 – 8 avril 1364)                                       | 22 août 1350      | 8 avril 1364      | Fils aîné de Philippe VI et de Jeanne de Bourgogne. Sacré à Reims le 26 septembre 1350. Mort en captivité à Londres. |                                  |
|              | Charles V « le Sage » (21 janvier 1338 – 16 septembre 1380)                             | 8 avril 1364      | 16 septembre 1380 | Fils aîné de Jean II et de Bonne de Luxembourg, il assure la régence durant les captivités de son père en Angleterre. Sacré à Reims le 19 mai 1364. |                                  |
| Charles VI   | Charles VI « le Bien-Aimé » ou « le Fol » (3 décembre 1368 – 22 octobre 1422)           | 16 septembre 1380 | 22 octobre 1422   | Aîné des fils survivants de Charles V et de Jeanne de Bourbon. Sacré à Reims le 4 novembre 1380, il succède à son père sous la régence de ses oncles Louis d'Anjou, Jean de Berry, Philippe de Bourgogne et Louis de Bourbon jusqu'à ses vingt ans. La folie qui le frappe à partir de 1392 permet à ses oncles et à son frère de reprendre le pouvoir. |                                  |
| Charles VII  | Charles VII « le Victorieux » ou « le Bien Servi » (22 février 1403 – 22 juillet 1461)  | 22 octobre 1422   | 22 juillet 1461   | Dernier fils survivant de Charles VI et d'Isabeau de Bavière, il refuse d'entériner le traité de Troyes, qui le déshérite au profit d'Henri V d'Angleterre. Son règne est indissociable de l'épopée de Jeanne d'Arc, qui après avoir levé le siège d'Orléans le conduisit se faire sacrer à Reims le 17 juillet 1429.                                   |                                  |
| Louis XI     | Louis XI « le Prudent » ou « Universelle Aragne » (3 juillet 1423 – 30 août 1483)       | 22 juillet 1461   | 30 août 1483      | Fils aîné de Charles VII et de Marie d'Anjou. Sacré à Reims le 15 août 1461. |                                  |
| Charles VIII | Charles VIII « l'Affable » (30 juin 1470 – 7 avril 1498)                                | 30 août 1483      | 7 avril 1498      | Seul fils de Louis XI et de Charlotte de Savoie, il succède à son père sous la régence de sa sœur aînée Anne de France jusqu'en 1491. Sacré à Reims le 30 mai 1484. Mort sans descendance mâle des suites d'un accident au château d'Amboise à l'âge de 27 ans.                                                                                         |                                  |
| Louis XII    | Louis XII « le Père du Peuple » (27 juin 1462 – 1er janvier 1515)                       | 7 avril 1498      | 1er janvier 1515  | Descendant de Charles V et cousin éloigné de Charles VIII dont il épouse la veuve Anne de Bretagne, il est le seul représentant de la branche de Valois-Orléans à régner. Sacré à Reims le 27 mai 1498. Mort sans descendance mâle. |                                  |
| François Ier | François Ier « le Père et Restaurateur des Lettres » (12 septembre 1494 – 31 mars 1547) | 1er janvier 1515  | 31 mars 1547      | Descendant de Charles V, cousin de Louis XII dont il a épousé la fille Claude de France, il inaugure la branche de Valois-Angoulême. Sacré à Reims le 25 janvier 1515. Mort de septicémie à l'âge de 52 ans. | Armoiries royales de 1515 à 1792 |
| Henri II     | Henri II (31 mars 1519 – 10 juillet 1559)                                               | 31 mars 1547      | 10 juillet 1559   | Deuxième fils de François Ier et de Claude de France. Sacré à Reims le 26 juillet 1547. Meurt des suites d'un accident de tournoi. | Armoiries royales de 1515 à 1792 |
| François II  | François II (19 janvier 1544 – 5 décembre 1560)                                         | 10 juillet 1559   | 5 décembre 1560   | Fils aîné d'Henri II et de Catherine de Médicis. Sacré à Reims le 18 septembre 1559. Également roi consort d'Écosse après son mariage avec la reine Marie Stuart, le 24 avril 1558. Mort sans descendance d'une mastoïdite aiguë ou d'une méningite à l'âge de 16 ans.                                                                                  | Armoiries royales de 1515 à 1792 |
| Charles IX   | Charles IX (27 juin 1550 – 30 mai 1574)                                                 | 5 décembre 1560   | 30 mai 1574       | Troisième fils d'Henri II et de Catherine de Médicis, il succède à son frère à l'âge de dix ans, sous la régence de sa mère jusqu'à sa majorité, en 1564. Sacré à Reims le 15 mai 1561. Mort sans descendance mâle de pleurésie à l'âge de 23 ans. | Armoiries royales de 1515 à 1792 |
| Henri III    | Henri III (19 septembre 1551 – 2 août 1589)                                             | 30 mai 1574       | 2 août 1589       | Quatrième fils d'Henri II et de Catherine de Médicis, il est élu roi de Pologne le 11 mai 1573. À la mort de son frère aîné, il rentre en France le 6 septembre 1574 et est sacré à Reims le 13 février 1575. Mort sans descendance, assassiné par Jacques Clément.                                                                                     |                                  |

#### Bourbons (1589-1792)
| Portrait   | Nom                                                                                 | Début du règne     | Fin du règne       | Notes | Armoiries |
| ---------- | ----------------------------------------------------------------------------------- | ------------------ | ------------------ | --- | --------- |
| Henri IV   | Henri IV « le Grand » ou « le Vert-Galant » (13 décembre 1553 – 14 mai 1610)        | 2 août 1589        | 14 mai 1610        | Descendant de Robert de Clermont, le dernier fils de Louis IX. Roi de Navarre depuis 1572, il devient roi de France le 2 août 1589 à la mort de son beau-frère et cousin issu de germain Henri III, qui l'a désigné comme successeur. Il abjure le protestantisme pour être sacré à Chartres le 27 février 1594. Il est assassiné par François Ravaillac le 14 mai 1610.                              |           |
| Louis XIII | Louis XIII « le Juste » (27 septembre 1601 – 14 mai 1643)                           | 14 mai 1610        | 14 mai 1643        | Fils aîné d'Henri IV et de Marie de Médicis, il succède à son père à l'âge de neuf ans. Placé sous la régence de sa mère jusqu'à sa majorité, il est sacré à Reims le 17 octobre 1610. Mort de la maladie de Crohn à l'âge de 41 ans. |           |
| Louis XIV  | Louis XIV « le Grand » ou « le Roi-Soleil » (5 septembre 1638 – 1er septembre 1715) | 14 mai 1643        | 1er septembre 1715 | Fils aîné de Louis XIII et d'Anne d'Autriche, il succède à son père à l'âge de 4 ans, sous la régence de sa mère jusqu'en 1651. Sacré à Reims le 7 juin 1654. En 1661, la mort du cardinal Mazarin, ministre principal de la régente, marque le début du règne personnel de Louis XIV. Son règne, de plus de 72 ans, est le plus long de l'histoire de France. Mort de la gangrène à l'âge de 76 ans. |           |
| Louis XV   | Louis XV « le Bien-Aimé » (15 février 1710 – 10 mai 1774)                           | 1er septembre 1715 | 10 mai 1774        | Arrière-petit-fils de Louis XIV, il lui succède sous la régence de Philippe d'Orléans, neveu du roi défunt, jusqu'en 1723. Sacré à Reims le 25 octobre 1722. Mort de la variole à l'âge de 64 ans, après avoir régné pendant plus de 58 ans. |           |
|            | Louis XVI (23 août 1754 – 21 janvier 1793)                                          | 10 mai 1774        | 21 septembre 1792  | Petit-fils de Louis XV, il est sacré à Reims le 11 juin 1775. Devenu roi des Français par la constitution de 1791, il est suspendu par l'Assemblée nationale le 10 août 1792, puis déchu le 21 septembre par abolition de la monarchie, et guillotiné le 21 janvier 1793. |           |

### Bonaparte (1804-1814)
| Portrait     | Nom                                      | Début du règne | Fin du règne | Notes | Armoiries                |
| ------------ | ---------------------------------------- | -------------- | ------------ | --- | ------------------------ |
| Napoléon Ier | Napoléon Ier (15 août 1769 – 5 mai 1821) | 18 mai 1804    | 6 avril 1814 | Premier consul de la République depuis 1799, puis Consul à vie à partir de 1802, il devient empereur des Français par la Constitution du 28 floréal de l'an XII (18 mai 1804), approuvée par plébiscite le 6 novembre. Il est sacré le 2 décembre en la cathédrale Notre-Dame-de-Paris. Déchu par le Sénat le 3 avril 1814, il abdique le lendemain en faveur de son fils, puis le 6 sans conditions. | Armoiries de 1804 à 1815 |

### Bourbons (1814-1815)
| Portrait    | Nom                                                              | Début du règne | Fin du règne | Notes | Armoiries |
| ----------- | ---------------------------------------------------------------- | -------------- | ------------ | --- | --------- |
| Louis XVIII | Louis XVIII « le Désiré » (17 novembre 1755 – 16 septembre 1824) | 6 avril 1814   | 20 mars 1815 | Frère cadet de Louis XVI, il se proclame roi le jour de la mort de son neveu Louis XVII, le 8 juin 1795. Il ne le devient effectivement que le 6 avril 1814, après l'abdication de Napoléon Ier. À l'annonce du retour de ce dernier, il s'enfuit de Paris dans la nuit du 20 mars 1815. |           |

### Bonaparte (1815)
| Portrait                                              | Nom                                          | Début du règne | Fin du règne   | Notes | Armoiries                |
| ----------------------------------------------------- | -------------------------------------------- | -------------- | -------------- | --- | ------------------------ |
| Napoléon Ier                                          | Napoléon Ier (15 août 1769 – 5 mai 1821)     | 20 mars 1815   | 22 juin 1815   | Rentre à Paris le 20 mars 1815. Il abdique pour la deuxième fois le 22 juin, quatre jours après la défaite de Waterloo, en faveur de son fils Napoléon II, mais ce dernier n'est jamais proclamé ni reconnu. | Armoiries de 1804 à 1815 |
| Portrait de Napoléon II par Moritz Michael Daffinger. | Napoléon II (20 mars 1811 – 22 juillet 1832) | 22 juin 1815   | 7 juillet 1815 | Durant l'intervalle qui sépare l'abdication de Napoléon Ier du retour de Louis XVIII, la France est dirigée par une commission de gouvernement, appelée commission Napoléon II, présidée par Joseph Fouché.  | Armoiries de 1804 à 1815 |

### Bourbons (1815-1830)
| Portrait    | Nom                                                              | Début du règne    | Fin du règne      | Notes | Armoiries                |
| ----------- | ---------------------------------------------------------------- | ----------------- | ----------------- | --- | ------------------------ |
| Louis XVIII | Louis XVIII « le Désiré » (17 novembre 1755 – 16 septembre 1824) | 8 juillet 1815    | 16 septembre 1824 | Rentre à Paris le 8 juillet 1815, le lendemain de la dissolution de la commission de gouvernement. Jamais sacré et mort sans descendance, il est le dernier monarque de France mort au pouvoir.                                                                                       | Armoiries de 1814 à 1830 |
| Charles X   | Charles X (9 octobre 1757 – 6 novembre 1836)                     | 16 septembre 1824 | 2 août 1830       | Frère cadet de Louis XVIII, il est sacré à Reims le 29 mai 1825. Il est le plus vieux roi de France à son avènement (66 ans) comme à son décès (79 ans). Confronté aux Trois Glorieuses, il abdique en faveur de son petit-fils « Henri V », mais ce dernier n'a jamais été proclamé. | Armoiries de 1814 à 1830 |

### Orléans (1830-1848)
| Portrait           | Nom                                                                   | Début du règne | Fin du règne    | Notes | Armoiries                |
| ------------------ | --------------------------------------------------------------------- | -------------- | --------------- | --- | ------------------------ |
| Louis-Philippe Ier | Louis-Philippe Ier « le Roi-Citoyen » (6 octobre 1773 – 26 août 1850) | 9 août 1830    | 24 février 1848 | Descendant de Louis XIII, cousin éloigné de Charles X, il est proclamé roi des Français après les Trois Glorieuses. Confronté à la révolution de 1848, il abdique en faveur de son petit-fils « Louis-Philippe II », mais l'Assemblée refuse de le reconnaître et proclame la Deuxième République. | Armoiries de 1830 à 1831 |

### Bonaparte (1852-1870)
| Portrait     | Nom                                           | Début du règne  | Fin du règne     | Notes | Armoiries                |
| ------------ | --------------------------------------------- | --------------- | ---------------- | --- | ------------------------ |
| Napoléon III | Napoléon III (20 avril 1808 – 9 janvier 1873) | 2 décembre 1852 | 4 septembre 1870 | Neveu de Napoléon Ier. Élu président de la République en 1848, il mène le coup d'État du 2 décembre 1851 mettant en place une présidence décennale autoritaire. L'année suivante, il rétablit la dignité impériale après un plébiscite conduisant à la proclamation du Second Empire le 2 décembre 1852, devenant empereur des Français. La République est proclamée deux jours après sa capture à la bataille de Sedan mais il n'est déchu officiellement que le 1er mars 1871. | Armoiries de 1852 à 1870 |

Après Napoléon III, la France n'a plus eu ni rois ni empereurs, mais trois régimes républicains et un quatrième (légalement nul) dont le « chef de l'État », s'il n'envisageait pas de limite de durée à sa fonction, ne portait néanmoins aucun titre royal ou impérial.